# Vicariat de Bruxelles

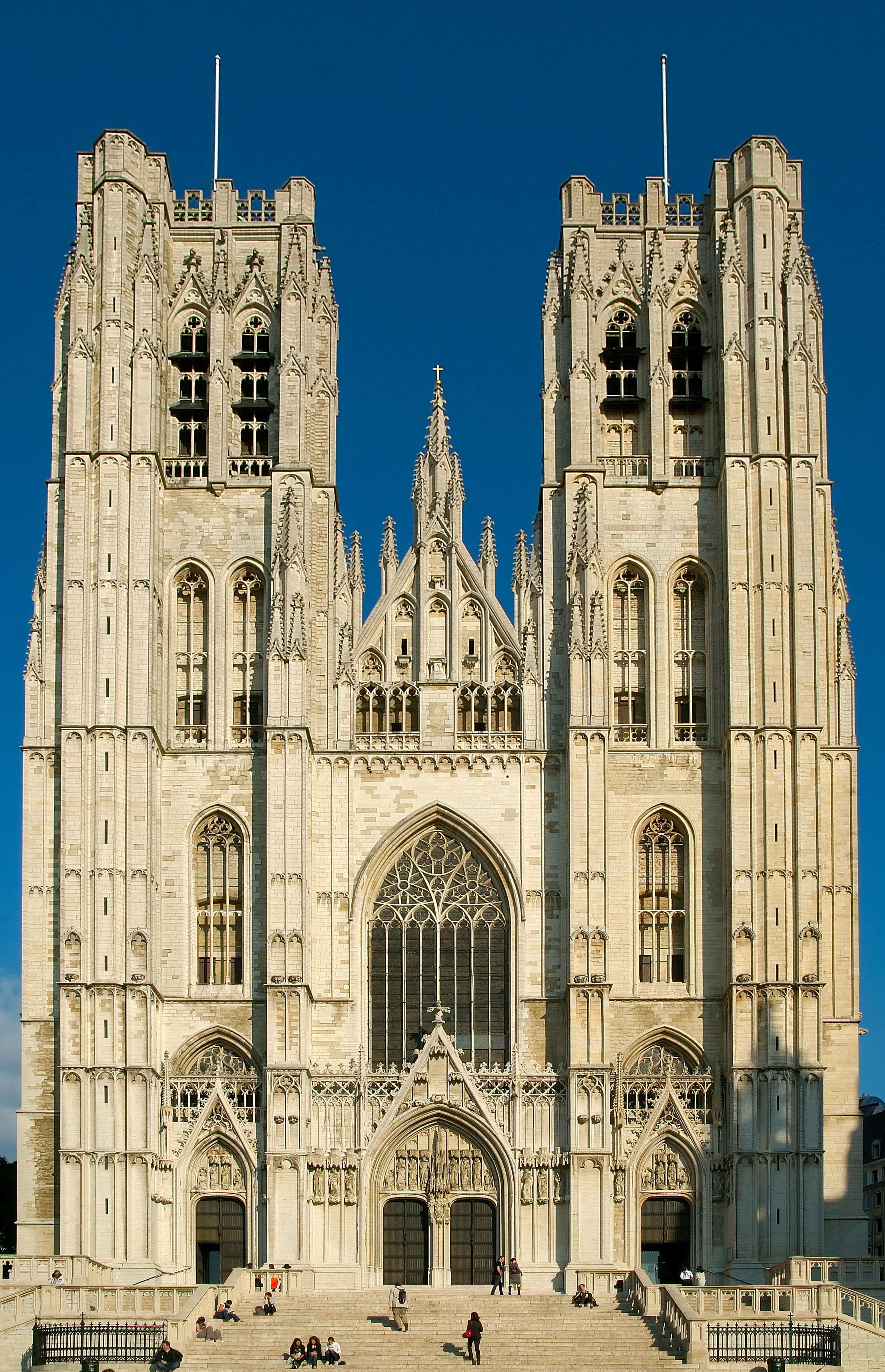
La cathédrale Saints-Michel-et-Gudule, siège du diocèse et du vicariat

Le vicariat de Bruxelles fut créé en 1962 lorsque le cardinal Léon-Joseph Suenens, nommé à la tête de l'archidiocèse de Malines-Bruxelles, érigea dans son diocèse trois vicariats. Les deux autres sont le vicariat du Brabant flamand et Malines et le vicariat du Brabant wallon. Chaque vicariat est confié à un évêque auxiliaire, vicaire général, pour y assumer la responsabilité globale de la pastorale territoriale.
Le cardinal Léon-Joseph Suenens nomma successivement à la tête du vicariat de Bruxelles Mgr Pierre Goossens puis Mgr Gaston Huynen.
À son arrivée à la tête de l'archidiocèse de Malines-Bruxelles en 1982, le cardinal Godfried Danneels décida de nommer deux responsables du vicariat de Bruxelles, qui reçurent également le titre de d'évêque auxiliaire : Mgr Paul Lanneau pour la pastorale francophone et Mgr Luk De Hovre pour la pastorale néerlandophone. En 2002, ils furent remplacés par un seul vicaire général, également évêque auxiliaire : Mgr Jozef De Kesel. Devenu évêque de Bruges, celui-ci a été remplacé en 2011 par Mgr Jean Kockerols. 
En 2005, le vicariat de Bruxelles a été réorganisé en quatre doyennés :
- le doyenné de Bruxelles-Centre ;
- le doyenné de Bruxelles Nord-Est ;
- le doyenné de Bruxelles-Ouest ;
- le doyenné de Bruxelles-Sud.

Chaque doyenné est subdivisé en unités pastorales qui regroupent plusieurs paroisses.